# Кохання під парасолькою (фільм)
«Кохання під парасолькою» (фр. Un amour de parapluie) — французький короткометражний фільм з Луї де Фюнесом, режисера Жана Лавірона. Рік виходу картини — 1951.

## У ролях
- Жак-Анрі Дюваль — канадський турист
- Ноель Роквер — друг канадського туриста
- Деніз Прованс — дружина друга канадського туриста
- Луї де Фюнес — відпочиваючий на пляжі
- Арманд Бернар

## Сюжет
Канадський турист, приїхавши до Франції, хоче знайти собі дівчину, але по-перше, він дуже боязкий, а по-друге, зовсім не має знайомих французів, крім одного друга та його дружини. Цей друг і радить йому використовувати один трюк із парасолькою: під час дощу він позичає свою парасольку якійсь дівчині, що сподобалася, і дає їй свою адресу, щоб вона його потім повернула — таким чином знайомство зав'язане. Але реалізувати цей план виявляється не так просто, і канадцеві доведеться зробити чимало спроб, перш ніж одна з них увінчається успіхом.